# Леонов, Николай Александрович
Никола́й Алекса́ндрович Лео́нов (10 августа 1982, Днепропетровск, УССР, СССР — 26 мая 2014, Донецк, Украина) — украинский кикбоксер, мастер спорта международного класса, победитель Кубка мира по полноконтактному каратэ (2005), чемпион мира по кикбоксингу (2007), тренер.

## Биография
Николай Леонов в 2005 году выиграл Кубок мира по полноконтактному каратэ, проходившему в Одессе. В 2007-м в итальянском городе Марина-ди-Каррара он стал чемпионом мира по кикбоксингу по версиям IAKSA и WTKA. Работал тренером.
В 2005 году Николай Леонов окончил факультет олимпийского и профессионального спорта Днепропетровского государственного института физической культуры и спорта.
Состоял в казачестве. Окончил богословско-миссионерский факультет Полтавской духовной семинарии, был пострижен в чтецы, записывал композиции в жанре «православный рэп».
В 2014 году принял участие в вооружённом конфликте на востоке Украины в составе группы «ополченцев» Донецкой Народной Республики. Позывной «Серафим». Погиб 26 мая 2014 года в бою за Донецкий аэропорт. Тридцатого мая его тело опознали среди десятков погибших бойцов ДНР и вывезли на родину, в Днепропетровск. Вместе с Николаем Леоновым погибли двое его товарищей — Александр Власов и Александр Морозов.

## Спортивные достижения
- Обладатель кубка мира по полноконтактному каратэ: 2005 года.
- Чемпион мира среди любителей по кикбоксингу по версиям IAKSA и WTKA: 2007 года[4].